# 大咸
大咸，又名咸池或大章，是古代六樂之一，相傳為堯帝時的樂舞。
《周禮•春官•大司樂》載「舞咸池，以祭地示。」，鄭玄注云：「大咸，咸池，堯樂也。堯能殫均刑法以儀民，言其德無所不施。」。又據《呂氏春秋．仲夏紀》得來大章之名。

## 延伸閱讀
- 周禮
- 六樂
- 堯帝
- 呂氏春秋

## 外部連結
- 大咸古典新知 （页面存档备份，存于）